# Чистяков Павло Петрович
Павло Петрович Чистяко́в (рос. Павел Петрович Чистяков; 5 червня, 1832, Пруди, Краснохолмський район, Весьєгонський повіт, Тверська губернія, Російська імперія — 11 листопада, 1919) — російський художник і педагог, майстер історичного, жанрового і портретного живопису, академік, професор і дійсний член Імператорської Академії мистецтв.

## Біографія

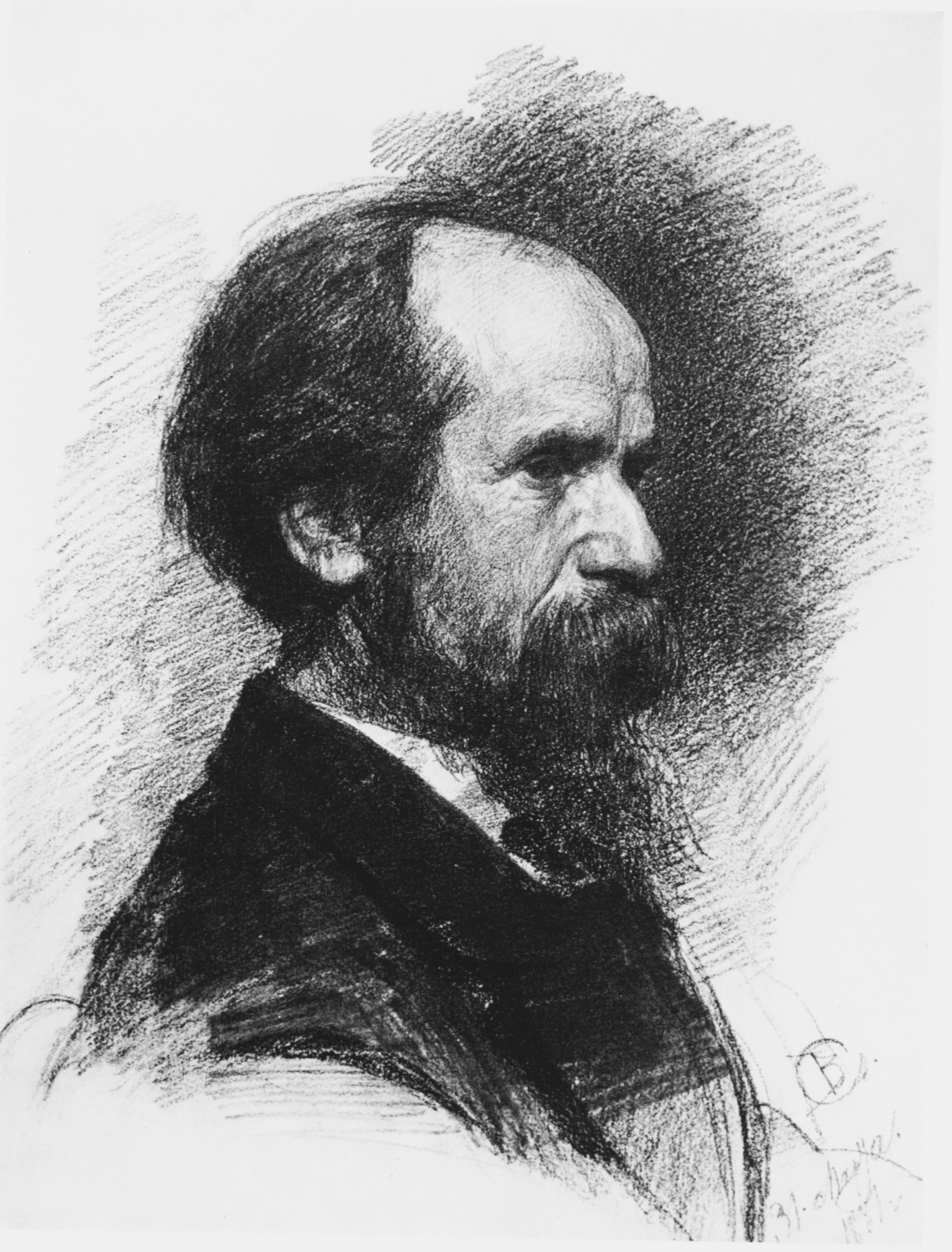
Портрет пензля П. П. Чистякова В. О. Сєрова (1881)

Павло Чистяков народився 5 червня 1832 у с. Пруди, Краснохолмський район, Весьєгонський повіт, Тверська губернія (нині Краснохолмский район, Тверська область). Початкову освіту здобув у парафіяльній школі в Красному Холмі і Бежецькому повітовому училищі (1848). Своїм розвитком чималою мірою зобов'язаний батькові, що був людиною хоча і простого походження, але розумів важливість освіти. В 1849 Павло Чистяков вступив до Імператорської Академії Мистецтв, де його наставником став професор Басін. В період 1854—1858 рр. отримав дві малі і дві великі срібні медалі академії за відмінні малюнки і етюди з натури. За картину «Патріарх Гермоген в темниці» в 1860 отримав малу золоту медаль. В 1861 закінчив курс академії зі званням художника XIV класу, з великою золотою медаллю, отримані за картину «Велика княгиня Софія Вітовтівна, зриває пояс із Василя Косого на весіллі Василя Темного» з правом на поїздку за кордон як пенсіонер академії. Перш ніж вирушити в цю поїздку, деякий час був викладачем в Петербурзькій художній школі. На батьківщині, в Красному Холмі, написав картину «Діти-жебраки» (1861).
З 1862 — за кордоном; відвідав  Німеччину, працював у Парижі і Римі. Після повернення в Петербург в 1870 отримав звання академіка за написані ним за кордоном картини «Римський жебрак», «Голова чучарки» і «Француз, який збирається на публічний бал». Після цього, присвятивши себе головним чином викладацькій діяльності, дуже рідко виставляв свої нові твори. У своїй творчій практиці П. П. Чистяков «прагнув до драматизації історичного сюжету, до психологічної насиченості образного ладу» («Велика княгиня Софія Вітовтівна зриває пояс із Василя Косого на весіллі Василя Темного», 1861, «Боярин», 1876, «Портрет матері художника», 1880).
У 1872 отримав в академії посаду ад'юнкт-професора, а по перетворенні цієї установи в 1892 призначений членом академічної ради, професором вищого художнього училища та завідувачем мозаїчної майстерні. Очолював майстерню з 1908 по 1910 роки, з 1890 по 1912 роки завідував мозаїчним відділенням.
Чистяков помер 11 листопада 1919 в Дитячому Селі (нині місто Пушкін).
У Тверській обласній картинній галереї знаходяться його картини «Портрет старої» (1871) і «Священик стоїть» (1863—1864).

### Родина
Дружина: Віра Єгорівна, уроджена Мейер (1848—1917) — художниця.
Брат: Фрол Чистяков, священик.
Дочки: Анна Павлівна (1871—1930) і Віра Павлівна (1874—1928).

### Адреса в Санкт-Петербурзі— Петрограді
1876 — 11 листопада 1919 — дача — Пушкін (місто), Московське шосе, 23 (будинок-музей).

## Галерея

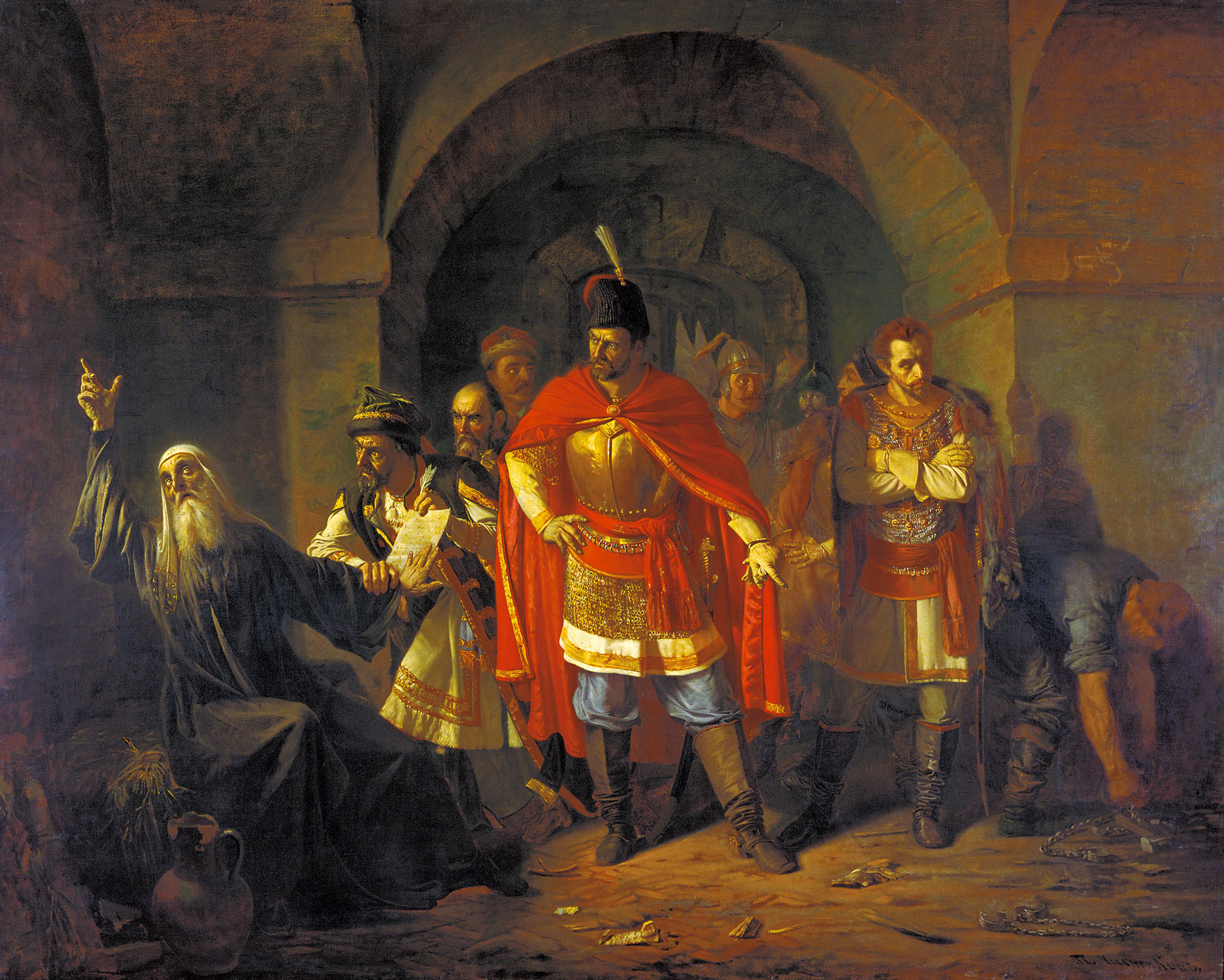
Патріарх Гермоген відмовляє полякам підписати грамоту (1860)
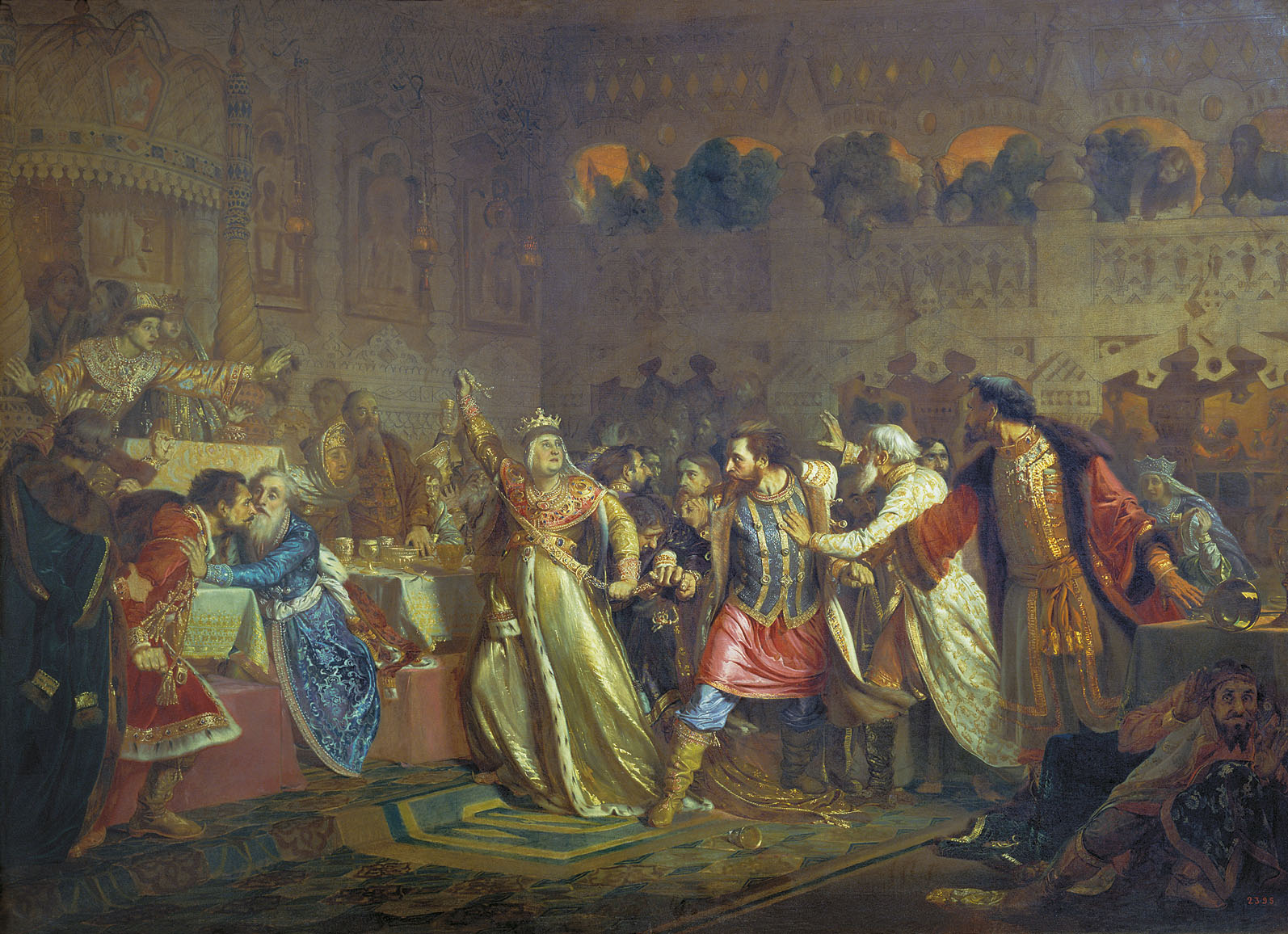
«Велика княгиня Софія Вітовтівна, що зриває пояс із Василя Косого на весіллі Василя Тёмного» (1861)
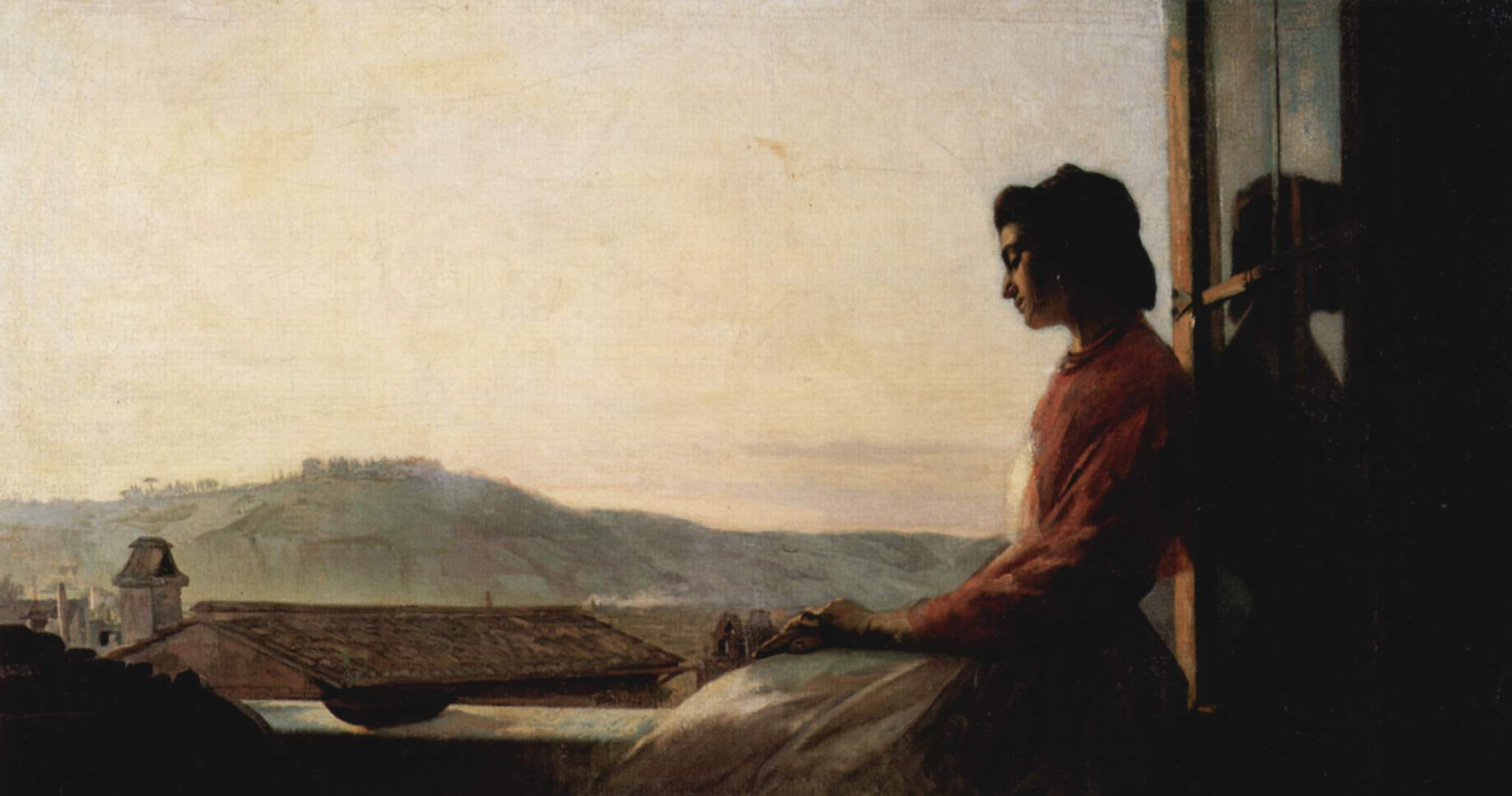
«Джованніна сидить на підвіконні» (1864)
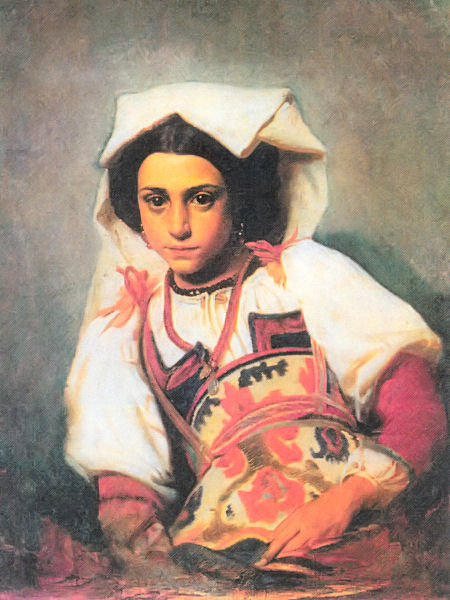
Джованніна
Жіночий портрет (1872). Національний художній музей Республіки БілорусьЖіночий портрет (1872). Національний художній музей Республіки Білорусь
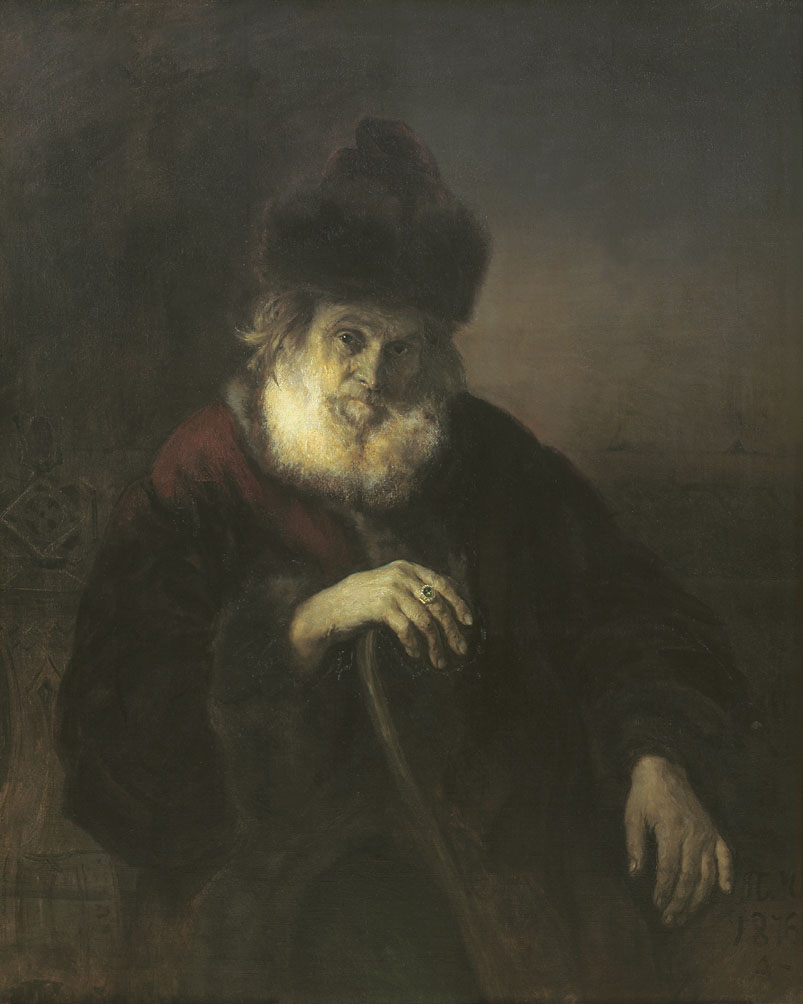
«Боярин» (1876)

## Пам'ять

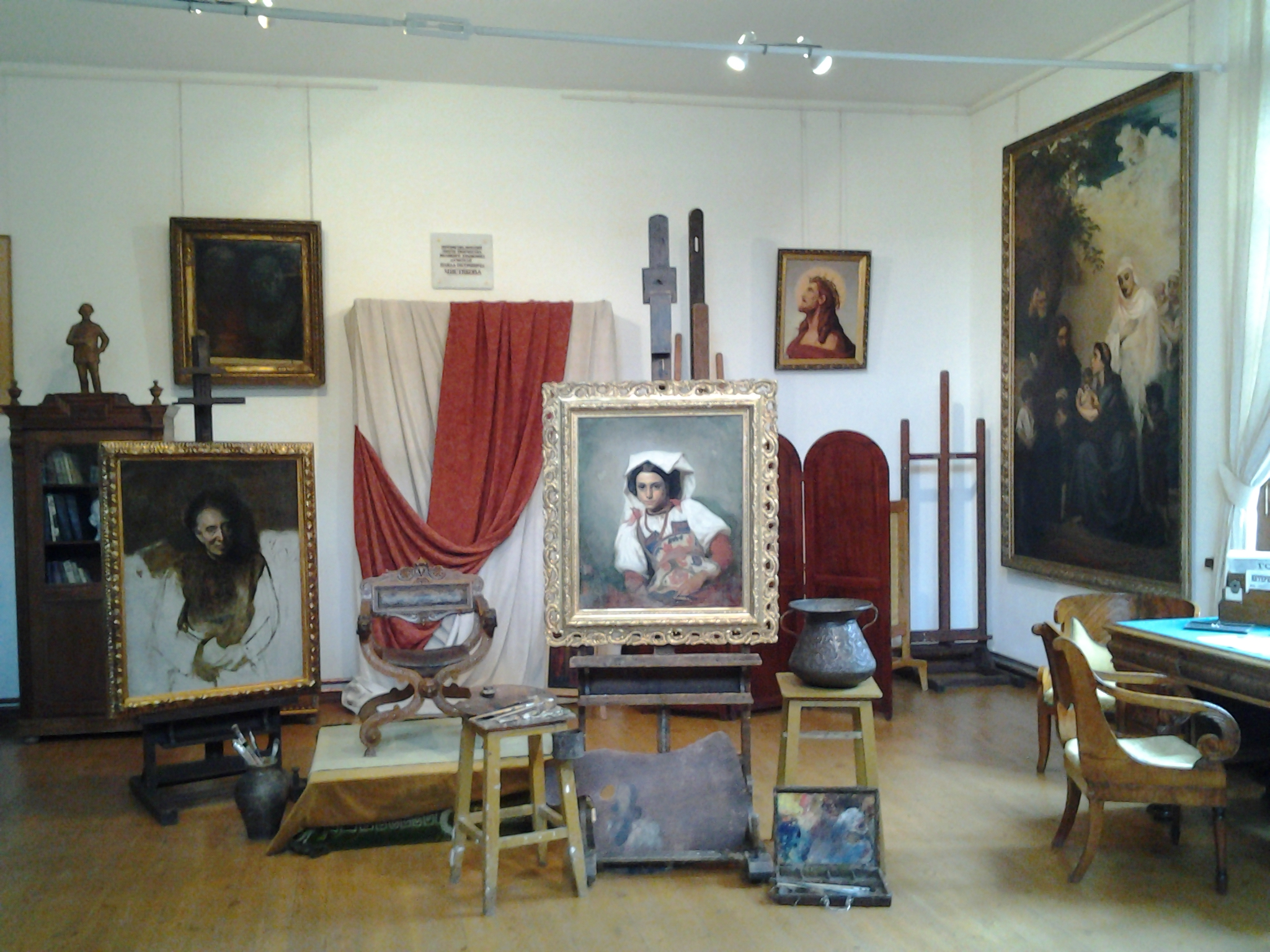
Студія художника в будинку-музеї.

- Вулиця Чистякова в Пушкіні, що проходить поруч з будинком, де жив художник.
- У 1987 році в місті Пушкіні в збереженому дерев'яному будинку був відкритий музей П. П. Чистякова.

## Учні
Учнями Чистякова були:
- Віктор Борисов-Мусатов
- Теодор Бухгольц
- Віктор Васнецов
- Михайло Врубель
- Іван Грабовський
- Антон Кандауров
- Микола Лосєв
- Василь Полєнов
- Олена Полєнова
- Юдель Пен
- Ілля Рєпін
- Андрій Рябушкін
- Микола Самокиш
- Валентин Сєров
- Василь Суриков
- Василь Савінський
- Олександр Фіщев
- Коста Хетагуров